# Gare de Staraïa Derevnia
Pour les articles homonymes, voir Staraïa Derevnia.
La gare de Staraïa Derevnia (en russe : Ста́рая Дере́вня) est une petite gare ferroviaire de la ligne à voie unique Saint-Pétersbourg - Sestroretsk - Beloostrov. Elle est située dans le quartier historique éponyme, raïon de Primorsky à Saint-Pétersbourg en Russie.
Elle est en correspondance avec la station Staraïa Derevnia de la ligne 5 du métro de Saint-Pétersbourg.

## Situation ferroviaire
La gare de Staraïa Derevnia est située au point kilométrique (PK) 10,3 de la ligne Saint-Pétersbourg - Sestroretsk - Beloostrov.

## Histoire
La gare est mise en service en 1983, elle est renommée en 1999.

## Service des voyageurs

### Desserte
Staraïa Derevnia est desservie par les trains circulants entre la gare de Saint-Pétersbourg-Finlande et la gare de Beloostrov (ru).

### Intermodalité
Elle est en correspondance avec la station Staraïa Derevnia desservie par la ligne 5 du métro de Saint-Pétersbourg.